# Ann Douglas
Ann Douglas (* 1942) ist eine US-amerikanische Amerikanistin und Hochschullehrerin an der Columbia University.

## Leben
Ann Douglas wurde 1942 geboren. In ihrer Kindheit hieß sie Ann Douglas Watson, später nahm sie den Namen Ann Douglas an. Sie besuchte die Milton Academy, rebellierte aber in ihrer Jugend und lief mit 17 Jahren von zuhause weg. 1964 schloss sie ein Bachelor-Studium an der Harvard University und 1966 ein weiteres Bachelor-Studium an der University of Oxford ab, ehe sie 1970 in Harvard promovierte. Anschließend wurde sie als erste Frau Dozentin am Anglistischen Institut der Princeton University, wo sie bis 1974 blieb. Danach wechselte sie an die Columbia University, wo sie Parr Professor of English and Comparative Literature wurde. Mittlerweile ist sie emeritiert.
Douglas versteht sich selbst als Amerikanistin. Sie beschäftigt sich primär mit der Literatur und Kultur des 20. Jahrhunderts aus historischer Perspektive und veröffentlichte zwei Monografien: 1977 stellte sie in The Feminization of American Culture dar, wie und warum ab Mitte des 19. Jahrhunderts immer mehr Literatur von und für Frauen produziert wurde, insbesondere vor dem Hintergrund der sentimal literature jener Zeit. Die Veröffentlichung des Buches bedeutete ihren Durchbruch; fortan war sie eine „wichtige intellektuelle Präsenz“. 1995 folgte ihr zweites Buch Terrible Honesty, in dem sie eine Literatur- und Kulturgeschichte der US-amerikanischen 1920er entwirft.

## Ehrungen
- 1974: Bicentennial Preceptorship der Princeton University[3]
- 1978/1979: Fellowship des National Humanities Center[3]
- 1993/1994: Fellowship des National Endowments for the Arts[3]
- 1993/1994: Guggenheim-Stipendium[3]
- 1995: Albert J. Beveridge Award für Terrible Honesty[3]
- 1996: Lionel Trilling Book Award für Terrible Honesty[3]
- 1997: Merle Curti Award für Terrible Honesty[3]
- 2002: Aufnahme als Fellow in die American Academy of Arts and Sciences[3]
- 2008: Aufnahme in die New York Academy of Historians[3]

## Werke
- The Feminization of American Culture. Alfred A. Knopf, New York 1977. ISBN 0394405323.
- Terrible Honesty: Mongrel Manhattan in the 1920s. Farrar, Straus and Giroux, New York City 1995. ISBN 0374116202.